# Stawek Upiorów (Ustka)

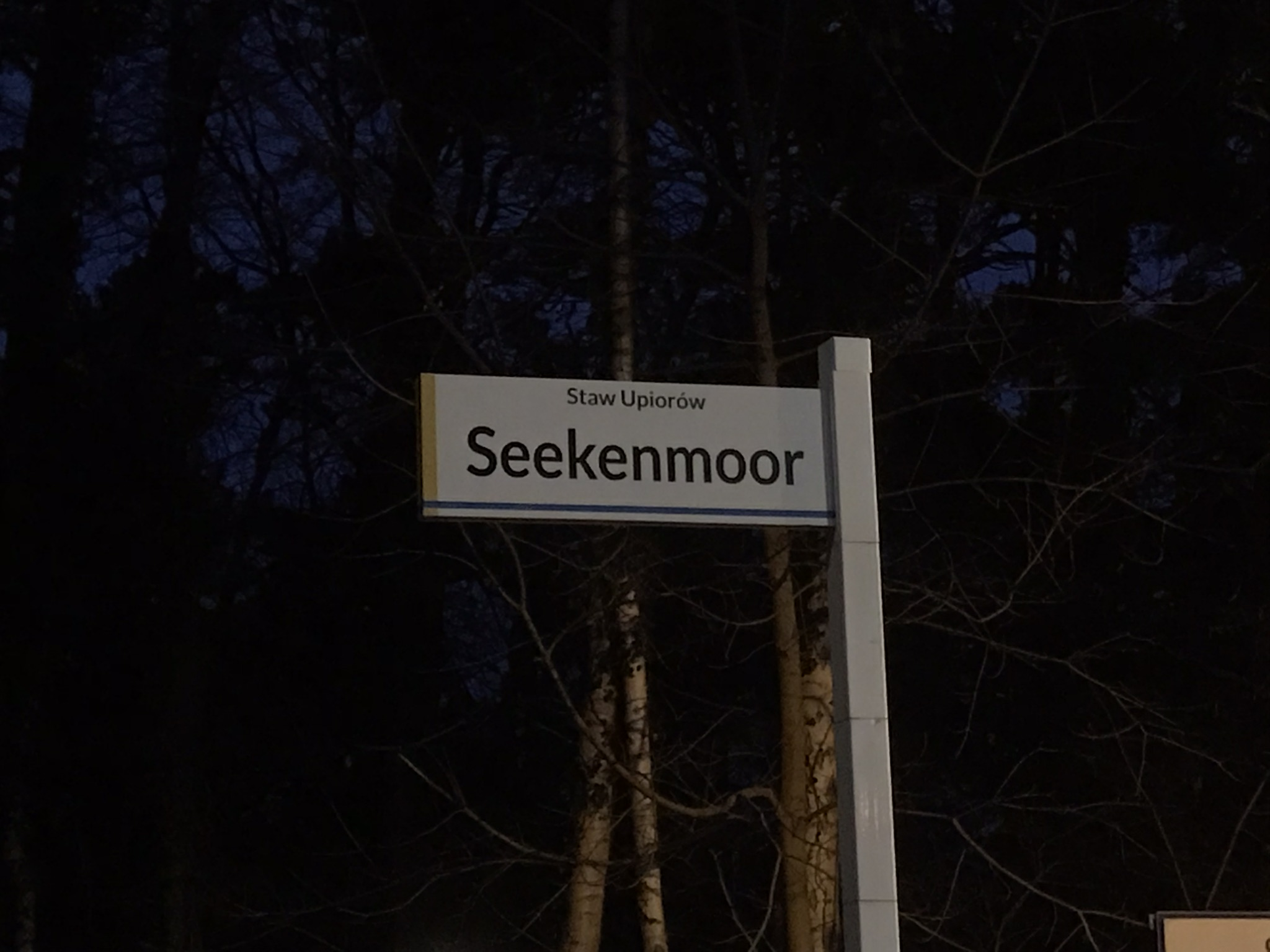
Znak w stronę Stawku Upiorów

Stawek Upiorów (niem. Seekenmoor, Seggenmoor), staw bagienny o powierzchni 0,0032 km² (figurujący w ewidencji Lasów Państwowych jako bagno) położony w zachodniej części Ustki w pobliżu torów kolejowych, stacji Ustka Uroczysko oraz osiedla przy ul. Mieczysława Kościelniaka.

## Nazwa
Bajoro nie ma oficjalnej nazwy.
Polska nazwa "Stawek Upiorów" pochodzi od legendy związanej ze zbiornikiem wodnym. Niemiecka nazwa Seekenmoor może pochodzić od "See klein Moor", co oznacza mniej więcej małe jezioro bagienne. Inna, mniej znana obecnie forma Seggenmoor oznacza "Turzycowe Bagno", co było powiązane z występującymi tam turzycami.
Po polsku dawniej zwano jeziorko "Stawkiem Cepeenowskim" ze względu na bliskość do dawnej niemieckiej bazy paliw.

## Przyroda
Nad i w jeziorku znajdują się liczne gatunki zwierząt i roślin, w tym grzybień biały, ważki, żaby wodne oraz trawne, liny, a także karasie.

## Legenda[2]
Ze Stawkiem Upiorów łączy się legenda opublikowana w 1930 r. w czasopiśmie "Ostpommerische Heimat".
Dziedzic z rodziną wracał późnym wieczorem bryczką z Ustki do Lędowa, gdzie mieszkali. Zaledwie kwadrans po przekroczeniu Słupi woźnica ujrzał światełko, myśląc, że to już docelowa wieś. Nagle błysnęło i nastała ciemność.
Woźnica zdał sobie sprawę, że otaczają go dziwne istoty, poczuł dotyk zimnych, długich palców, ujrzał liczne złowrogie twarze. Na rozkaz pana jednak przyśpieszył końmi, by dotrzeć prędko do domu. I zimna woda plusnęła. Pasażerowie bryczki topiąc się wołali pomocy. A po chwili nastała cisza. Małe pierścienie nad jeziorem ukazywały miejsce pochłonięcia rodziny przez muły. Jedyną osobą, która się ocaliła był woźnica, lecz ten stracił mowę. W Ustce, gdy później opisywał te straszne doświadczenia, nikt mu nie wierzył. Oskarżano go o morderstwo dziedzica, żony i trójki dorosłych dzieci.
Woźnicę pewnie by skazano na ciężką karę, gdyby nie pewna staruszka. Wyprosiła u sędzi wizytę nad stawkiem w celu sprawdzenia, jak to było.
Policjanci dokonali wizji lokalnej, z której okazało się, że świetlik rzeczywiście się pojawił. Sędzia jednak utwierdził się tylko w przekonaniu, że niczego tu nie ma, a że jest po godzinie duchów, należy wracać. Wtem rozległy się słowa "Coo? Poczekaj no!". Wyłoniła się rzesza ogników i zmierzała w stronę ludzi. Sędzia rozkazał policjantom uciekać. Jak nie wykonano rozkazu, spojrzał się do tyłu i zobaczył policjantów przywiązanych do drzewa, pilnowanych przez zjawy.  Z jeziora, po gwiździe, wynurzyła się koza, prowadzona przez ognik w stronę sędzi. Brutalnie go przekonywała do tego, że woźnica jest niewinny i ma mu się nic nie stać. Po kolejnym gwiździe wszystkie zjawy wróciły do Seekenmoor. Uwolnieni policjanci wraz z sędzią wrócili do Ustki. Tej też nocy uwolniono woźnicę.